# Heerlijkheid Seinsheim
Seinsheim was een tot de Frankische Kreits behorende heerlijkheid binnen het Heilige Roomse Rijk.
In 1155 wordt de familie met Eispertus van Sovensheim voor het eerst vermeld. Leden van het geslacht waren in dienst bij de graven van Castell en Hohenlohe. In 1573 werd de heerlijkheid Sünching gekocht in de Opper-Palts, wat de nieuwe hoofdzetel van de familie werd. In 1590 werd een zetel in de Frankische Kreits verworven en in 1598 een zetel in het college van de graven van Franken in de Rijksdag.
In 1655 verkocht de familie de gehele rijksheerlijkheid Seinsheim in het Straubinger Vergelijk aan de tak Schwarzenberg. De heerlijkheid Seinsheim werd later een onderdeel van het vorstelijk graafschap Schwarzenberg.
Artikel 24 van de Rijnbondakte van 12 juli 1806 stelde het vorstendom Schwarzenberg onder de soevereiniteit van het koninkrijk Beieren: de mediatisering. Hiermee kwam ook Seinsheim onder Beieren.

## Bezit
Wässerndorf, Markt Seinsheim, Hüttenheim en Gnözheim